# Championnats d'Europe de Star 1936
Navigation
Édition précédente Édition suivante
Les championnats d'Europe de Star 1936 sont la cinquième édition des championnats d'Europe de Star, une compétition internationale de sport nautique sous l'égide de la Fédération internationale de voile (ISAF). Le Star est un voilier utilisée dans les épreuves de voile des Jeux olympiques de 1932 à 1972 puis de 1980 à 2012.
L'édition 1936 se tient dans la ville française de Marseille et elle est remportée par le duo allemand Walter von Hütschler-Hans-Joachim Weise. La même année, ce dernier gagne également la médaille d'or de la discipline aux Jeux olympiques de Berlin mais il concourt avec Peter Bischoff et non pas von Hütschler.

## Palmarès
| Vainqueurs                                 | Finalistes | Troisième place |
| ------------------------------------------ | ---------- | --------------- |
| Walter von Hütschler et Hans-Joachim Weise |            |                 |